# Eutettix discolor
Eutettix discolor är en insektsart som beskrevs av Hepner 1942. Eutettix discolor ingår i släktet Eutettix och familjen dvärgstritar. Inga underarter finns listade i Catalogue of Life.